# Fivel Stewart
Trent Heaven Stewart, née le 4 novembre 1996 à Beverly Hills (Californie), est une actrice américaine. Elle est notamment connue pour incarner le rôle d'Izzie dans la série télévisée Atypical.

## Biographie
Fivel est née à Beverly Hills. Son père, Nils Allen Stewart, est un cascadeur professionnel. Sa mère est d'ascendance japonaise, coréenne et chinoise tandis que son père est d'origine russe, écossaise et amérindienne (pieds noirs). Elle est la sœur cadette de l'acteur Booboo Stewart ainsi que de l'actrice et cascadeuse Maegan Stewart.

### Vie privée
Elle est la meilleure amie de Brigette Lundy-Paine, rencontré⋅e sur le tournage d'Atypical.
Elle est en couple avec l'acteur Andrew Kai depuis quelques années mais ils se séparent en 2021. Elle a été en couple avec le musicien Thom Arizmendi[réf. nécessaire]. Elle est maintenant en couple avec le photographe Jacob Boll.

## Filmographie

### Cinéma
- 2004 : Yard Sale : Chrissy Deavers
- 2005 : Pit Fighter : Lucinda
- 2010 : Logan : Betty
- 2013 : Hansel & Gretel: Chasseurs de sorciers : Ella
- 2013 : Isolated : Ambassadeur pour la paix
- 2014 : Like a Country Song : Nikki
- 2014 : The Last Survivors : Pia
- 2015 : Hope Bridge : Stephanie
- 2017 : American Satan : une fille gothique
- 2018 : Bad Company : Lea
- 2019 : The Haunting of Sharon Tate : Patricia "Yellow" Krenwinkel
- 2020 : The Never List : Eva Jeffries
- 2020 : Close Up : Rachel
- 2022 : Umma : Chris « Chrissy »
- 2023 : The Adventures of Tikki the Wonder Dog : Abbey
- 2024 : The Windigo : Bree
- 2024 : Wake : Lake
- 2025 : Bellmount : Hayley
- À venir : Devilwood : Tiffany

### Télévision
- 2004-2006 :  Dante's Cove : Betty (5 épisodes)
- 2006 : Blue Dolphin Kids : (3 épisodes)
- 2016 : Les Bio-Teens : Forces spéciales : Reese
- 2017 : Lifeline : Kat
- 2018 : T@gged : Jai Mathis (9 épisodes)
- 2018-2021 : Atypical : Izzie Taylor (30 épisodes)[7]
- 2022 : Roar : Jane
- 2022 - 2025 : The Recruit : Hannah
- 2023 : Alert : Sidney Grant
- À venir : The Girls of St. Joan

### Clips musicaux
- 2021 : Summerland de half•alive : Rorey Roberts